# Polk Salad Annie
Polk Salad Annie è un brano musicale del 1968 composto ed eseguito da Tony Joe White, pubblicato su singolo nel 1969 dalla Monument Records.
Molto popolare è anche la versione di Elvis Presley, che spesso eseguiva la canzone in concerto durante gli anni settanta.

## Descrizione
Il testo del brano descrive lo stile di vita di una povera ragazza di campagna del Sud degli Stati Uniti e della sua famiglia. Tradizionalmente, il termine per descrivere il tipo di cibo citato nella canzone è polk o poke sallet, un piatto di verdure cotte a base di phytolacca americana. Pubblicata su singolo nel 1969, la canzone raggiunse la posizione numero 8 nella classifica Billboard Hot 100 negli Stati Uniti d'America.
La canzone ricrea vividamente le radici meridionali dell'infanzia di White e la sua musica riflette questo background rurale e fangoso. Da bambino ascoltava non solo bluesmen e cantanti country locali, ma anche la musica cajun della Louisiana, l'ibrido di stili musicali tradizionali introdotto dai coloni francesi all'inizio del secolo.

## Pubblicazione
Il singolo, pubblicato nel 1969 dalla Monument Records, ci mise ben nove mesi prima di entrare finalmente in classifica, ed era stato descritto dalla stessa Monument come un fallimento.
Nel 2014 White ha eseguito la canzone insieme a Dave Grohl e Foo Fighters al Late Show with David Letterman.

## Formazione
- Tony Joe White — voce, chitarra
- Jerry Carrigan — batteria
- David Briggs — organo
- Norbert Putnam — basso

## Versione di Elvis Presley
Elvis Presley, al quale la canzone piaceva molto ricordandogli le proprie origini sudiste, reinterpretò il brano, e la sua versione divenne presenza fissa nelle scalette dei suoi concerti durante gli anni settanta.
La versione di Polk Salad Annie di Elvis è stata inserita in vari dischi e film, inclusi:
- On Stage: February 1970 (1970)[6]
- Elvis: As Recorded at Madison Square Garden (1972)
- Elvis on Tour (documentario, 1972)
- Walk a Mile in My Shoes: The Essential 70s Masters (RCA Records)
- Elvis Presley Show (documentario, 1970)
- Elvis75: Good Rockin' Tonight (RCA Records)
- Live in Las Vegas (2001)
- Best of Artist of the Century (RCA Records)
- Elvis: Viva Las Vegas (2007)